# Drummondita rubroviridis
Drummondita rubroviridis là một loài thực vật có hoa trong họ Cửu lý hương. Loài này được R.A.Meissn. mô tả khoa học đầu tiên năm 2007.